# Can Tirai
Can Tirai és una casa d'Amer (Selva) inclosa a l'Inventari del Patrimoni Arquitectònic de Catalunya.

## Descripció
Immoble de tres plantes, entre mitgeres, cobert amb una teulada a dues aigües de vessants a façana. Està ubicat al costat dret del carrer Abat Vilafreser.
La façana principal, que dona al carrer Abat Vilafreser, està estructurada internament en una sola crugia. La planta baixa consta d'un portal d'accés rectangular equipat amb llinda monolítica de grans dimensions i muntants de pedra ben treballats i escairats. El segon brancal del portal començant per dalt, està molt rebaixat i erosionat i es deuria al fet que es va convertir en una pedra d'esmolar ganivets. El fet de desenvolupar aquesta tasca durant una període relativament llarg, va provocar que la morfologia física de la pedra resultés greument afectada i alterada.
En el primer pis trobem una obertura rectangular equipada amb llinda monolítica, muntants de pedra i ampit treballat. Sota l'ampit trobem la solució arquetípica que consisteix en disposar dues o tres pedres com a mesura de reforç en la sustentació de la pesant finestra.
En el segon pis tenim una obertura rectangular irrellevant, ja que no ha rebut cap tractament destacat.
Tanca l'edifici en la part superior un ràfec format per quatre fileres: la primera de rajola plana, la segona de teula, la tercera de rajola plana i la quarta de teula.
Pel que fa al tema dels materials, prima per sobre de tot un, com és la pedra. Aquesta la trobem present físicament en dues modalitats: per una banda, les pedres fragmentades i els còdols de riu manipulats a cops de martell presents en tot l'espai físic de la façana. Mentre que per l'altra, la pedra sorrenca concentrada en les llindes, muntants i ampit del portal i de la finestra del primer pis.

## Història
L'immoble que podem contemplar avui dia, és fruit d'una restauració integral que va tenir lloc a finals del segle passat aproximadament. Gràcies a la restauració, l'edifici ofereix un magnífic aspecte i ha patit canvis en la seva estructura.
La façana original, estava composta per pedres fragmentades i còdols de riu manipulats a cops de martell i lligades amb morter de calç. Actualment, la façana continua mostrant la pedra vista, però aquesta ha estat restaurada.
La finestra del segon pis actual, és de factura moderna, ja que l'original va ser tapiada en favor de la nova obertura.
Antigament, els actuals immobles número 8 i 10 del carrer Abat Vilafreser, constituïen un sol immoble. En un moment històric determinat el solar es va partir donant com a resultat dos habitatges independents; Can Tirai i Can Junquera.
El carrer Abat Vilafreser, on trobem inscrit Can Tirai, pertany a un dels barris més importants d'Amer com és El Pedreguet. Es tracta d'un barri emblemàtic que té en el carrer Girona un dels seus màxims exponents, com així ho acredita el fet de ser una de les principals artèries del nucli des de l'edat mitjana, com també ser l'eix vertebrador del barri.